# Црква Светих цара Константина и царице Јелене у Павловцу
Црква Светих цара Константина и царице Јелене у Павловцу, насељеном месту на територији града Врања, православни је храм који припада Епархији врањској Српске православне цркве.
Црква посвећена Светим цару Константину и царици Јелени подигнута је 1872. године, као једнобродна правоугаона грађевина, покривена равном дрвеном таваницом. Зидана је од притесаног камена и малтера, а потим омалтерисана. Једини улаз је са јужне стране, где се налазе фреско представе Светих Константина и Јелене, између којих је приказан Христос. У цркви постоји девет фресака, а иконостас има 39 икона.
Овде се чувају књиге прихода и расхода од 1884. године, па надаље. У књигама прихода и расхода срећу се записи да их је поправљао Јова Цекић, повезивач из Лесковца, 28. јула 1889. године.
Црква је обновљена у периоду од 2017. до 2018. године.